# Kyjaniwka (przystanek kolejowy)
Kyjaniwka (ukr. Киянівка) – przystanek kolejowy w pobliżu miejscowości Kijanówka, w rejonie żmeryńskim, w obwodzie winnickim, na Ukrainie. Położony jest na linii Żmerynka – Mohylów Podolski – Ocnița.